# Ilubabor

Ilubabor nell'Impero etiope

Ilubabor (amarico: ኢሉባቦር) è una regione storica e una ex provincia dell'Etiopia, situata nel sudest del Paese, al confine con il Sudan.
La provincia fu istituita nel 1942 e rimase in vigore come unità amministrativa fino al 1995, quando fu suddivisa tra le nuove regioni di Gambella, Oromia e Nazioni, Nazionalità e Popoli del Sud.
La capitale storica è la città di Gore, anche se tale funzione fu trasferita nel 1978 a Metu.
Il nome sopravvive oggi in quello della zona di Ilu Aba Bora.